# Mouse on Mars
Mouse on Mars ist ein 1993 gegründetes deutsches Duo der elektronischen Musik.

## Bandgeschichte
Mouse on Mars besteht aus Jan Stephan Werner aus Köln und Andi Toma (ehemals Jean Park) aus Düsseldorf. Das Duo wird des Öfteren von dem Schlagzeuger und Sänger Dodo Nkishi unterstützt. Ihre Musik lässt sich den Genres IDM und Ambient zuordnen, ist jedoch ausgeprägt experimentell und weist Einflüsse aus Techno, Glitch, Breakbeat, Post- und Krautrock auf.
Um ihre Veröffentlichungen zu erleichtern, gründeten Toma und Werner 1997 mit dem Kölner Autor, Musiker und Labelbetreiber Frank Dommert das Independent-Label sonig.
Auf sonig erscheinen auch Nebenprojekte wie Microstoria. Seit 1999 widmet sich das Label einem internationalen Programm von Musikern. Mouse on Mars wurden u. a. auch vom Independent-Label Thrill Jockey vertreten.
Das Album Niun Niggung stieg im Jahr 1999 in Deutschland bis auf Platz 76 der Album-Charts auf.
2007 veröffentlichten Mouse on Mars mit Mark E. Smith von The Fall das Album Tromatic Reflexxions unter dem Bandnamen Von Südenfed. In einem Interview kündigten sie für die Jahre 2009 und 2010 weitere Alben als Von Südenfed an, die aber nie erschienen.
Zu Weihnachten 2009 wurde ein neues Album von Mouse on Mars angekündigt; letztlich erschien aber erst Anfang 2012 das neue Album Parastrophics.
In den Jahren 2005, 2008 und 2009 traten Mouse on Mars auf Veranstaltungen des Goethe-Instituts auf.
Von 22. Oktober bis 13. November 2010 spielten Mouse on Mars im Auftrag des Goethe-Instituts auf Konzerten in Neuseeland, Australien, Singapur, China und Vietnam.
Ab April 2022 bespielte das Duo mit der Soundinstallation Spatial Jitter den Kunstbau des Lenbachhauses in München. Hierfür wurde der gesamte Kunstbau mit verschiedenen Lautsprechern, wie zum Beispiel einem rotierenden Hornlautsprecher, ausgestattet. Zeitgleich zur Ausstellung veröffentlichten sie die LP Spatial Jitter.
Das Duo arbeitete zudem mit Louis Chude-Sokei zusammen. Die Partnerschaft mit der iranischen Musikerin Hani Mojtahedi führte zur Veröffentlichung eines gemeinsamen Albums, das auch eine Hommage an Mojtahedis Großvater, einen Sufi-Meister, darstellt.

## Auszeichnungen
- 2020: Holger-Czukay-Preis für Popmusik der Stadt Köln[15]

## Diskografie (Auswahl)

### Alben
- 1994: Vulvaland (Too Pure)
- 1995: Iaora Tahiti (Too Pure)
- 1997: Autoditacker (Too Pure)
- 1997: Instrumentals (sonig)
- 1998: Glam (sonig)
- 1999: Niun Niggung (sonig)
- 2001: Idiology (sonig)
- 2004: Radical Connector (sonig)
- 2005: live04 (sonig)
- 2006: Varcharz (Ipecac Recordings)
- 2007: Tromatic Reflexxions (zusammen mit Mark E. Smith als Von Südenfed) (Domino)
- 2012: Parastrophics (Monkeytown Records)
- 2012: WOW (Monkeytown Records)
- 2014: 21 Again (Monkeytown Records)
- 2018: Dimensional People (Thrill Jockey)
- 2021: AAI (Thrill Jockey)
- 2022: Spatial Jitter (Lenbachhaus)
- 2024: Herzog Sessions (sonig)

### Singles und EPs
- 1994: Frosch (Too Pure)
- 1995: Bib (Too Pure)
- 1995: Saturday Night Worldcup Fieber (Too Pure)
- 1997: Cache Coeur Naïf (Too Pure)
- 1997: Twift (Our Choice)
- 1999: Distroia (Domino Recording Company Ltd)
- 2001: Agit Itter It It (Tokuma Japan Communications)
- 2001: Actionist Respoke (Thrill Jockey)
- 2001: Live (sonig)
- 2014: Spezmodia (Monkeytown)
- 2016: Lichter (Infinite Greyscale)
- 2023: 3D-LS
- 2024: BBC Radio Sessions (Too Pure)

### Sonstige
- 2011: Die Abschaffung der Arten (Hörspiel/Soundtrack-Album)